# Нагорода «Греммі» за найкращий рок-альбом
Нагорода «Ґреммі» за найкращий рок-альбом (англ. Grammy Award for Best Rock Album) вручається на щорічній церемонії в США з 1995 року. Одна з найпрестижніших нагород у сучасній рок-музиці є однією з приблизно 100 інших номінацій цієї премії, яка була заснована в 1958 році. Нагороду щорічно присуджує Американська академія мистецтва і науки звукозапису за «художні досягнення, технічні знання і загальне перевагу в звукозаписної індустрії, без урахування продажів альбому і його позиції в чартах».

## Історія
Вперше ця нагорода була вручена в 1995 році. Її першим володарем стала англійський рок-гурт The Rolling Stones. Відтоді назва нагороди і її опис не змінювався. Номінуються «альбоми вокального або інструментального року, хард-року або металу, що містять не менше 51 % нових пісень».
Гурт Foo Fighters є рекордсменом за кількістю виграних нагород в цій категорії (4). По дві нагороди мають Шеріл Кроу, Green Day, Muse і U2. Американські виконавці переважають серед переможців, з інших країн представлені Велика Британія (3 — The Rolling Stones, Coldplay, Muse), Ірландія (2 — U2, Muse), Канада (1 — Аланіс Моріссетт) и Мексика (1 — Карлос Сантана). Ніл Янг був 6 разів номінований в цій категорії (рекорд), але жодного разу не виграв тут. Два американські гурти, Dave Matthews Band і Pearl Jam, мали по 3 номінації з тим же успіхом. Нижче представлений повний список всіх лауреатів і номінантів на цю нагороду.
Церемонія 2012 року в області рок-музики стала тріумфальною для однієї гурту. Переможцем Премії «Греммі» за найкращий рок-альбом став рок-гурт Foo Fighters, чий сьомий студійний альбом «Wasting Light»(в пер. з англ. Испепеляющий свет), записаний в стилі альтернативний рок (а також пост-ґрандж і хард-рок), став лауреатом в 2012 році. Крім того, музика з цього альбому допомогла гурту перемогти і у всіх інших номінаціях Греммі за секцією рок-музики (Найкраща рок-пісня; Найкраще виконання хард-рок/метал-композиції; Найкраще виконання рок-композиції). Диск отримав безліч позитивних відгуків і названий «самим прямолінійним і волелюбним, <…> найчеснішим альбомом Foo Fighters, вперше в історії що плюнув на всі умовності і компроміси».

### Список переможців і номінантів
| Рік[I] | Переможець            | Країна          | Альбом                                    | Номінанти | Фото | Посилання |
| ------ | --------------------- | --------------- | ----------------------------------------- | --- | ---- | --------- |
| 1995   | The Rolling Stones    | Велика Британія | Voodoo Lounge                             | - Pearl Jam — Vs. - R.E.M. — Monster - Soundgarden — Superunknown - Ніл Янг и Crazy Horse — Sleeps with Angels                                                            |      | [ 7 ]     |
| 1996   | Аланіс Моріссетт      | Канада          | Jagged Little Pill                        | - Кріс Айзек — Forever Blue - Pearl Jam — Vitalogy - Том Петті — Wildflowers - Ніл Янг — Mirror Ball                                                                      |      | [ 8 ]     |
| 1997   | Шеріл Кроу            | США             | Sheryl Crow                               | - Dave Matthews Band — Crash - No Doubt — Tragic Kingdom - Бонні Рейтт — Road Tested - Ніл Янг та Crazy Horse — Broken Arrow                                              |      | [ 9 ]     |
| 1998   | Джон Фогерті          | США             | Blue Moon Swamp                           | - Aerosmith — Nine Lives - Foo Fighters — The Colour and the Shape - The Rolling Stones — Bridges to Babylon - U2 — Pop                                                   |      | [ 10 ]    |
| 1999   | Шеріл Кроу            | США             | The Globe Sessions                        | - Dave Matthews Band — Before These Crowded Streets - Джон Фогерті — Premonition - Garbage — Version 2.0 - Hole — Celebrity Skin                                          |      | [ 11 ]    |
| 2000   | Карлос Сантана        | Мексика США     | Supernatural                              | - Мелісса Етеридж — Breakdown - Limp Bizkit — Significant Other - Red Hot Chili Peppers — Californication - Том Петті та the Heartbreakers — Echo                         |      | [ 12 ]    |
| 2001   | Foo Fighters          | США             | There Is Nothing Left to Lose             | - Bon Jovi — Crush - Matchbox Twenty — Mad Season - No Doubt — Return of Saturn - Rage Against the Machine — The Battle of Los Angeles                                    |      | [ 13 ]    |
| 2002   | U2                    | Ірландія        | All That You Can't Leave Behind           | - Ryan Adams — Gold - Aerosmith — Just Push Play - PJ Harvey — Stories from the City, Stories from the Sea - Linkin Park — Hybrid Theory                                  |      | [ 14 ]    |
| 2003   | Брюс Спрінґстін       | США             | The Rising                                | - Элвис Костелло — When I Was Cruel - Шерил Кроу — C’mon C’mon - Роберт Плант — Dreamland - Tonic — Head on Straight                                                      |      | [ 15 ]    |
| 2004   | Foo Fighters          | США             | One by One                                | - Audioslave — Audioslave - Evanescence — Fallen - Matchbox Twenty — More Than You Think You Are - Nickelback — The Long Road                                             |      | [ 16 ]    |
| 2005   | Green Day             | США             | American Idiot                            | - Элвис Костелло and the Imposters — The Delivery Man - Hoobastank — The Reason - The Killers — Hot Fuss - Velvet Revolver — Contraband                                   |      | [ 17 ]    |
| 2006   | U2                    | Ирландия        | How to Dismantle an Atomic Bomb           | - Coldplay — X&Y - Foo Fighters — In Your Honor - The Rolling Stones — A Bigger Bang - Нил Янг — Prairie Wind                                                             |      | [ 18 ]    |
| 2007   | Red Hot Chili Peppers | США             | Stadium Arcadium                          | - John Mayer Trio — Try! - Том Петті — Highway Companion - The Raconteurs — Broken Boy Soldiers - Ніл Янг — Living with War                                               |      | [ 19 ]    |
| 2008   | Foo Fighters          | США             | Echoes, Silence, Patience & Grace         | - Daughtry — Daughtry - Джон Фогерті — Revival - Брюс Спрингстин — Magic - Wilco — Sky Blue Sky                                                                           |      | [ 20 ]    |
| 2009   | Coldplay              | Велика Британія | Viva la Vida or Death and All His Friends | - Kid Rock — Rock n Roll Jesus - Kings of Leon — Only by the Night - Metallica — Death Magnetic - The Raconteurs — Consolers of the Lonely                                |      | [ 21 ]    |
| 2010   | Green Day             | США             | 21st Century Breakdown                    | - AC/DC — Black Ice - Эрик Клэптон и Стив Винвуд — Live from Madison Square Garden - Dave Matthews Band — Big Whiskey and the GrooGrux King - U2 — No Line on the Horizon |      | [ 22 ]    |
| 2011   | Muse                  | Велика Британія | The Resistance                            | - Джефф Бек — Emotion & Commotion - Pearl Jam — Backspacer - Tom Petty and the Heartbreakers — Mojo - Ніл Янг — Le Noise                                                  |      | [ 23 ]    |
| 2012   | Foo Fighters          | США             | Wasting Light                             | - Джефф Бек — Rock 'n' Roll Party (Honoring Les Paul) - Kings of Leon — Come Around Sundown - Red Hot Chili Peppers — I'm with You - Wilco — The Whole Love               |      | [ 5 ]     |
| 2013   | The Black Keys        | США             | El Camino                                 | - Coldplay — Mylo Xyloto - Muse — The 2nd Law - Брюс Спрінгстін — Wrecking Ball - Джек Вайт — Blunderbuss                                                                 |      | [ 24 ]    |
| 2014   | Led Zeppelin          | Велика Британія | Celebration Day                           | - Black Sabbath — 13 - Девід Боуі — The Next Day - Kings of Leon — Mechanical Bull - Queens of the Stone Age — …Like Clockwork - Ніл Янг и Crazy Horse — Psychedelic Pill |      | [ 25 ]    |
| 2015   | Бек Гансен            | США             | Morning Phase                             | - Райан Адамс — Ryan Adams - The Black Keys — Turn Blue - Том Петті and the Heartbreakers — Hypnotic Eye - U2 — Songs of Innocence                                        |      | [ 26 ]    |
| 2016   | Muse                  | Велика Британія | Drones                                    | - Джеймс Бей — Chaos and the Calm - Death Cab for Cutie — Kintsugi - Highly Suspect — Mister Asylum - Slipknot — .5: The Gray Chapter                                     |      | [ 27 ]    |
| 2017   | Cage the Elephant     | Велика Британія | Tell Me I'm Pretty                        | - Blink-182 — California - Gojira — Magma - Panic! at the Disco — Death of a Bachelor - Weezer — Weezer                                                                   |      | [ 28 ]    |

↑ Це роки, в яких проводилась церемонія, а нагорода дається за минулий рік.